# Полоцьк
По́лоцьк (біл. Полацк, рос. Полоцк) — місто в Білорусі (Вітебська область), старе княже місто на землі кривичів.
Населення - 87,5 тис. осіб (2009)

## Історія

### Руський період

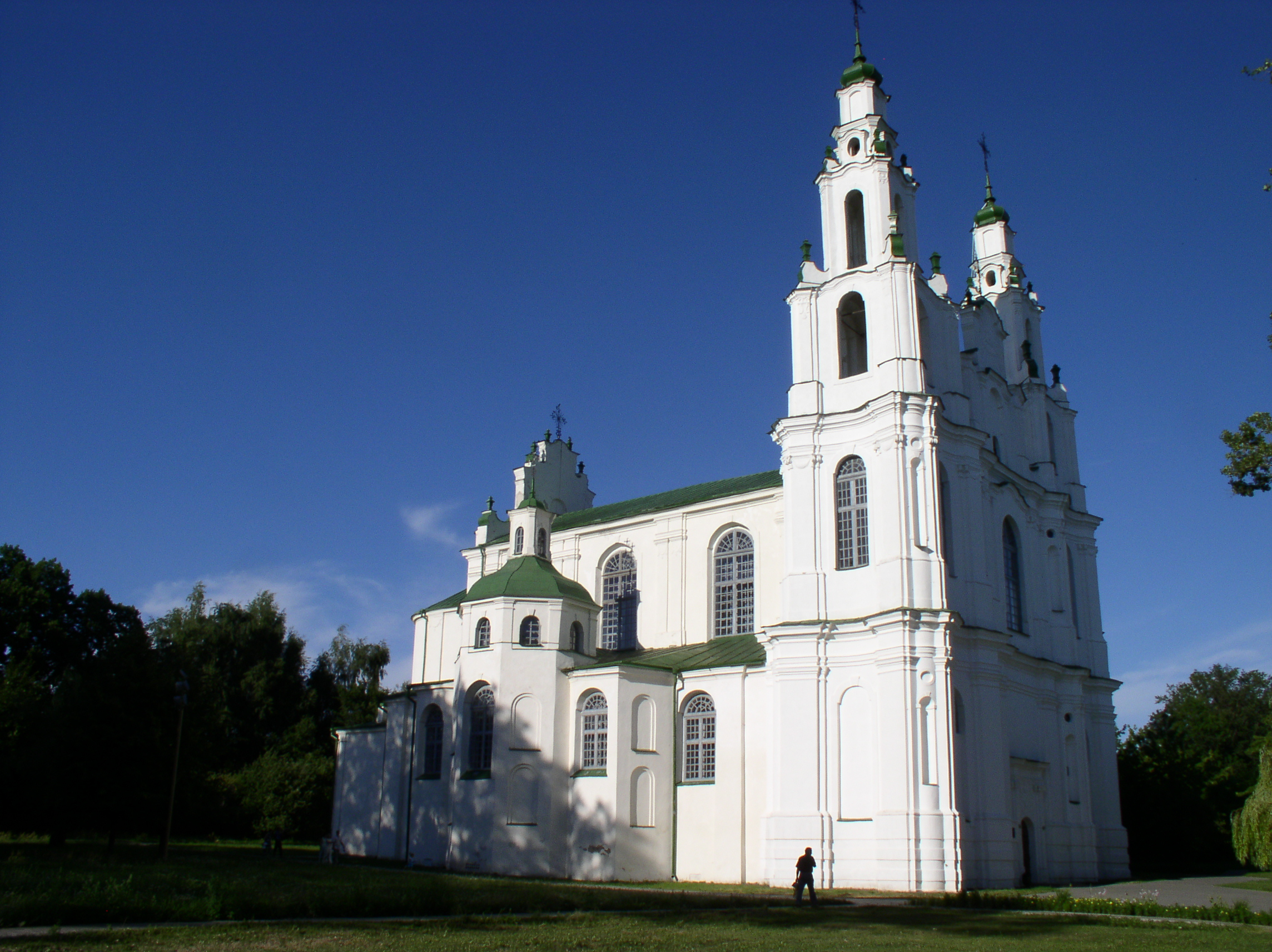
Софійський собор

Пам'ятник Всеславу Брячиславичу

Полоцьк заснований у 8—9 століттях кривичами вище гирла річки Полоти. Перше згадування датоване 862 роком у «Повісті временних літ».
|  | В лѣто .҂s҃.т҃.о҃ [6370 (862)] … в Новѣгородѣ Словенѣ. и в Пол̑о̑тьскѣ Кривичи. Ростовѣ Мерѧне. Бѣлѣлѡзерѣ Весь. Муромѣ Мурома |

Наприкінці IX століття Полоцьк входив до складу Київської Русі. Про це свідчить договір Олега з Візантією від 907 року, де Полоцьк названий серед міст, де сидять князі «під владою Олега». Добре відома історія захоплення Полоцька Володимиром у відповідь на відмову Рогніди, доньки полоцького князя Рогволода, піти за нього заміж. Рогволод і два його сини були вбиті, а Рогніда була взята за дружину по праву переможця. На початку XI століття в Полоцьку затвердилася династія сина Володимира й Рогніди — Ізяслава, який помер у 1001 році. 1092 роком у літописах датується епідемія невідомої хвороби.
В XI—XII століттях територія Полоцького князівства охоплювала більшу частину сучасної Білорусі й простиралася до Ризької затоки. Порівняно високий економічний розвиток Полоцька сприяв перетворенню його на центр самостійного князівства. Ще більше зросла політична роль «Полоцької землі» при відважному й завбачливому князі Всеславі. Про нього ми читаємо в «Слово о полку Ігоревім»:
|  | …Всеславъ князь людемъ судяше, княземъ грады рядяше… Тому въ Полотскѣ позвониша заутренюю рано у святыя Софеи въ колоколы, а онъ въ Кыевѣ звонъ слыша… |

В XII столітті підсилилася роль віча — зборів містян для рішення важливих справ. Так, у 1132, 1152 і 1381 роках полоцьке віче вигнало князів Святополка, Рогволода Борисовича й литовського князя Скиргайла.
У жорстокому XIII столітті Полоцькові довелося захищати свою незалежність від лицарів-хрестоносців. Полоцьке князівство зміцнює політичні зв'язки з Новгородом (про що свідчить шлюб князя Олександра Невського й дочки полоцького князя Брячислава), а також з литовськими князями.

### Литовський період

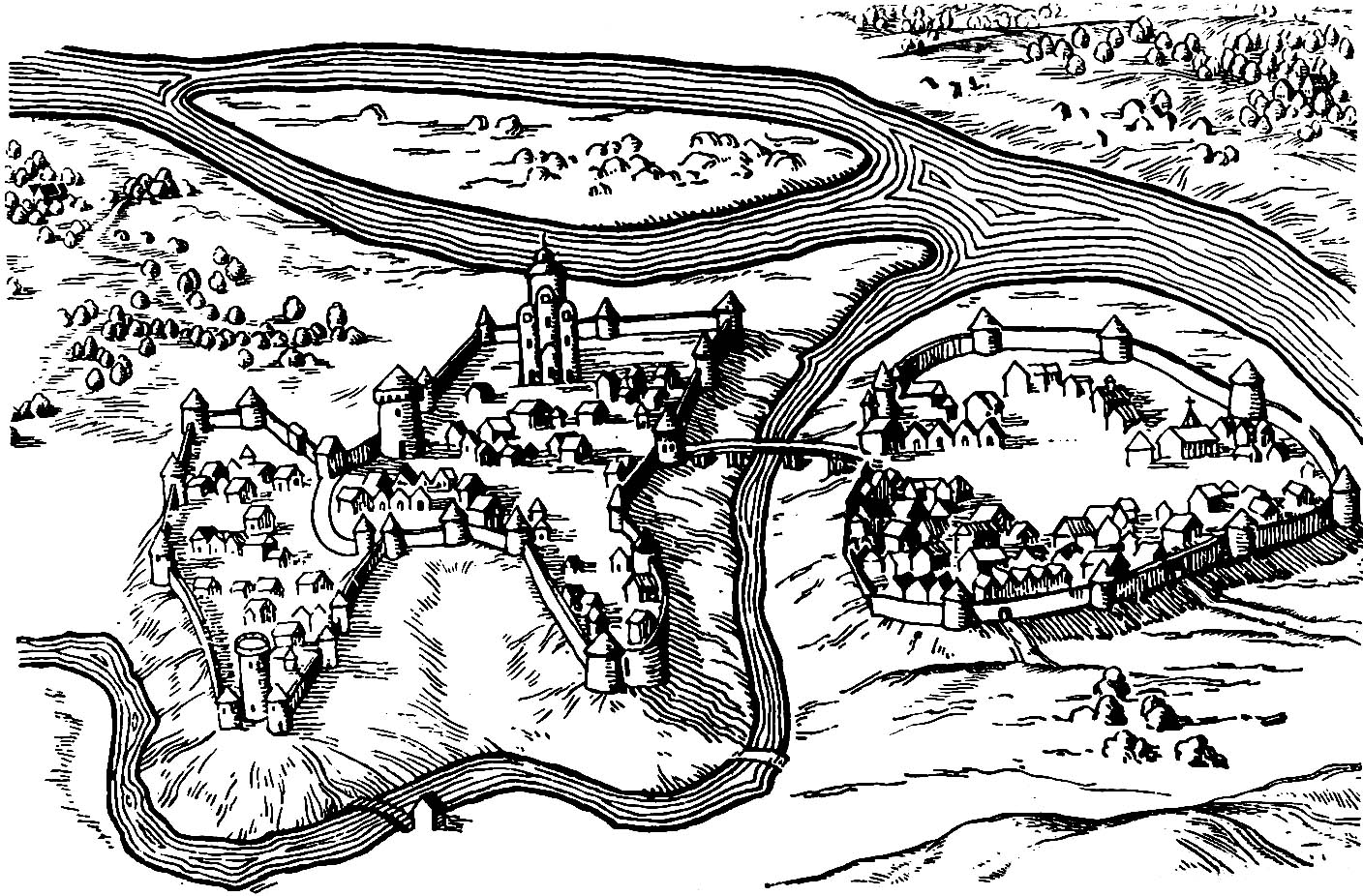
Полоцьк у XVI ст.

В XIV столітті Полоцьк увійшов до складу Великого князівства Литовського. І тут полоцьке віче впливало на політичне життя Великого князівства Литовського: позиція полочан іноді вирішувала результат боротьби за великокнязівський престол.
У 1563 році Полоцьк захопив Іван Грозний.

### Російський період
У 1776–1796 роках Полоцьку був центром Полоцького намісництва Російської імперії.

Полоцьк на фотографіях С. М. Прокудіна-Горського, 1912
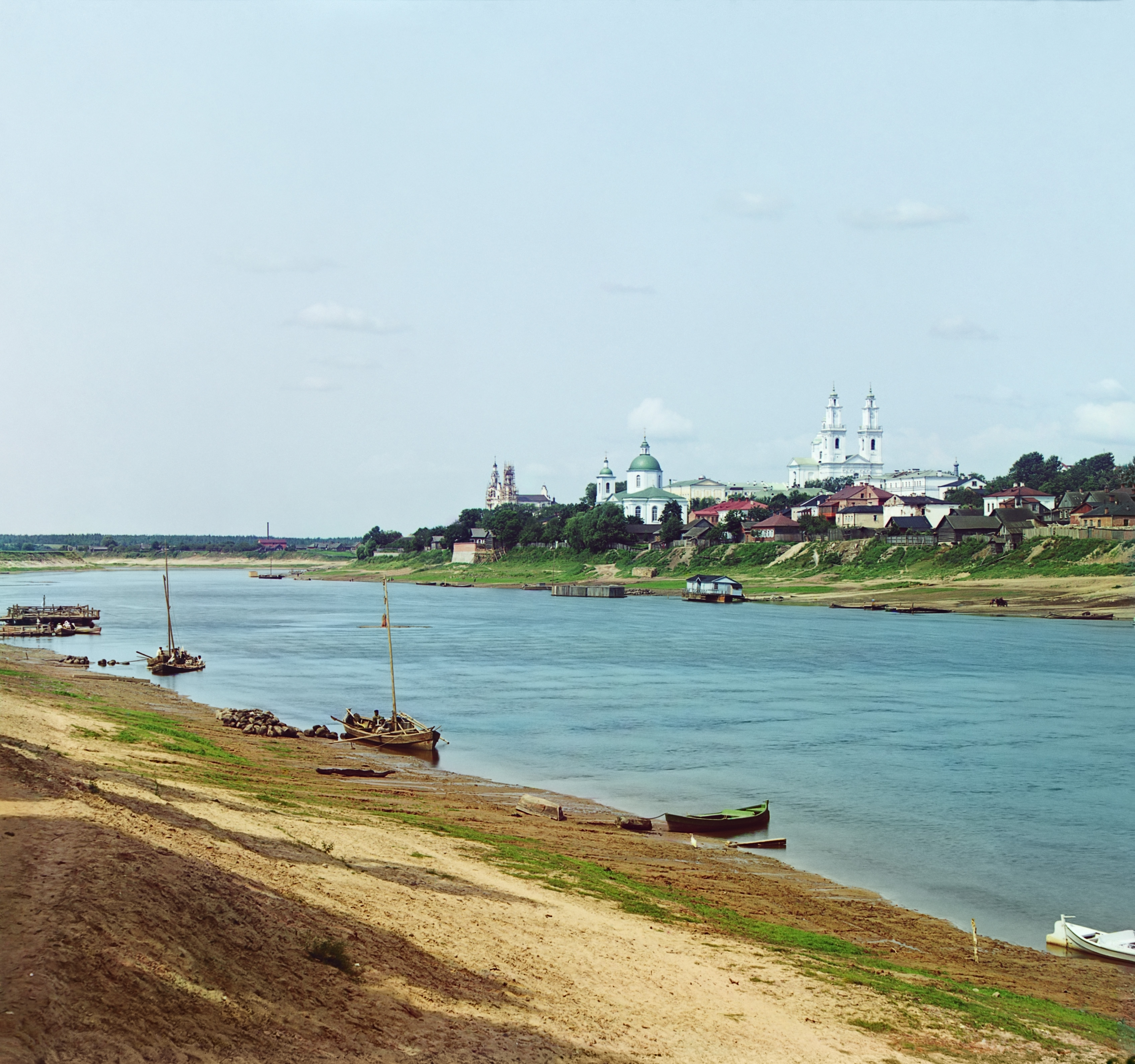
Панорама Полоцька
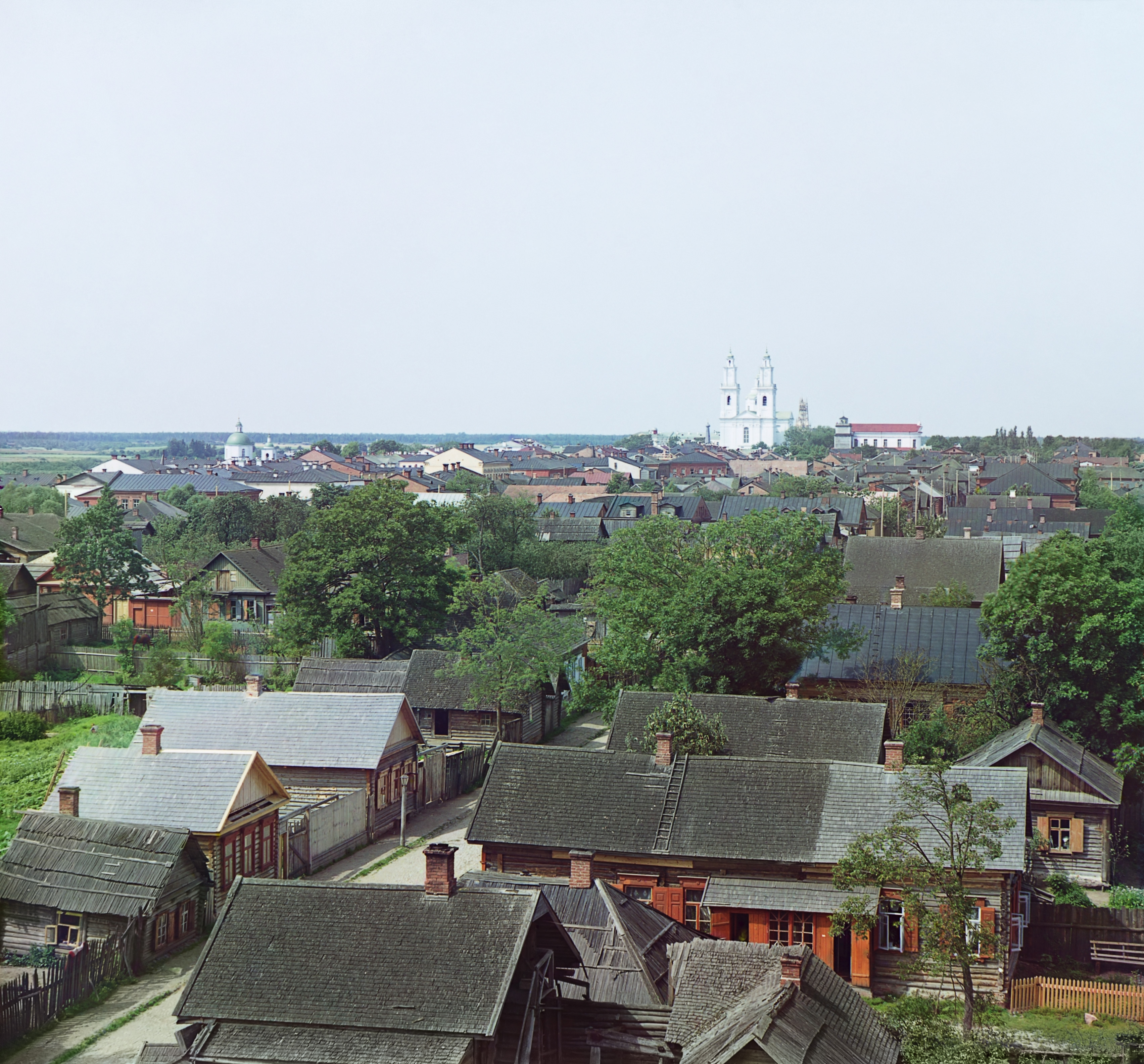
Вид із північного заходу
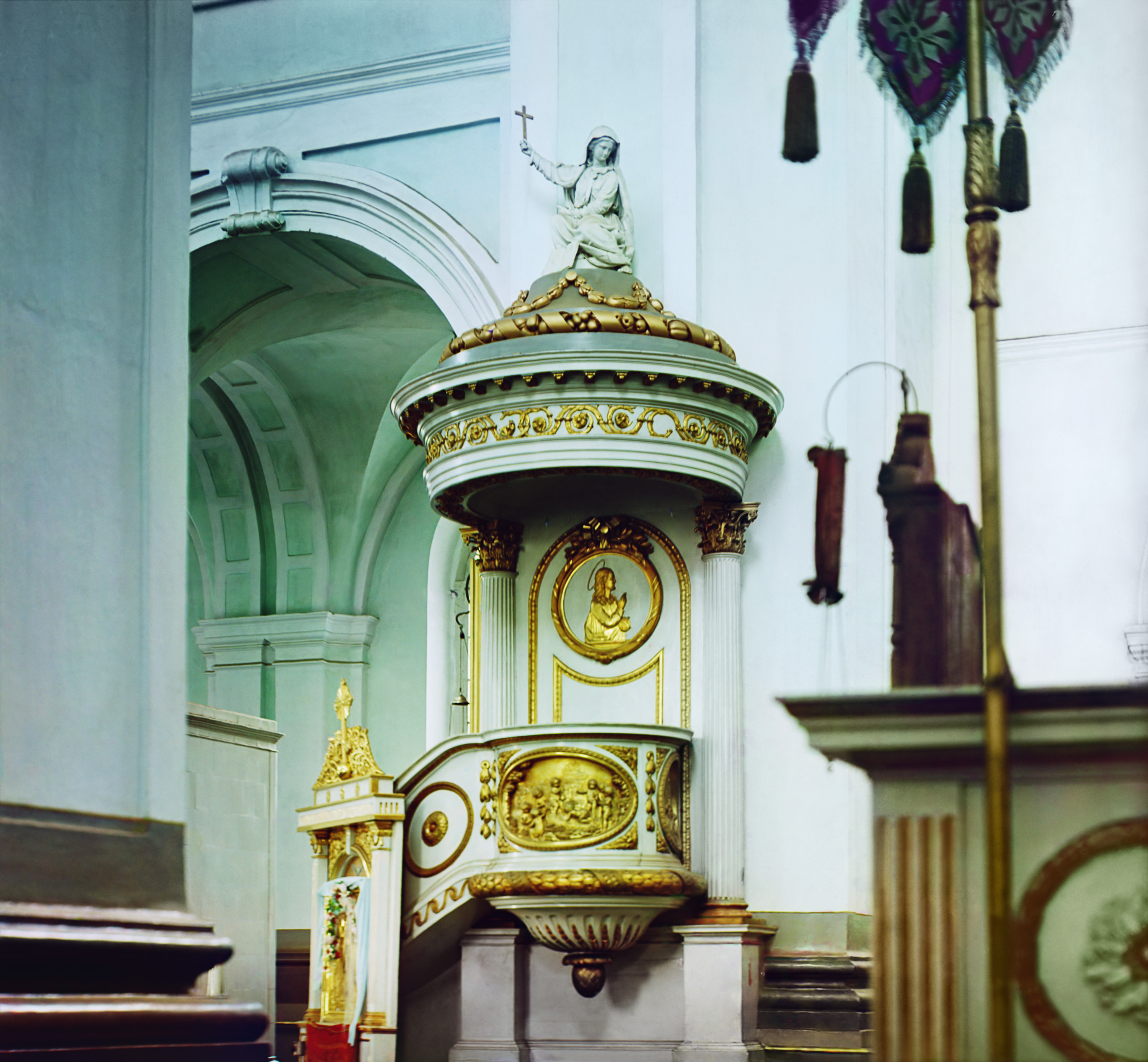
Католицька кафедра в Свято-Миколаєвському соборі
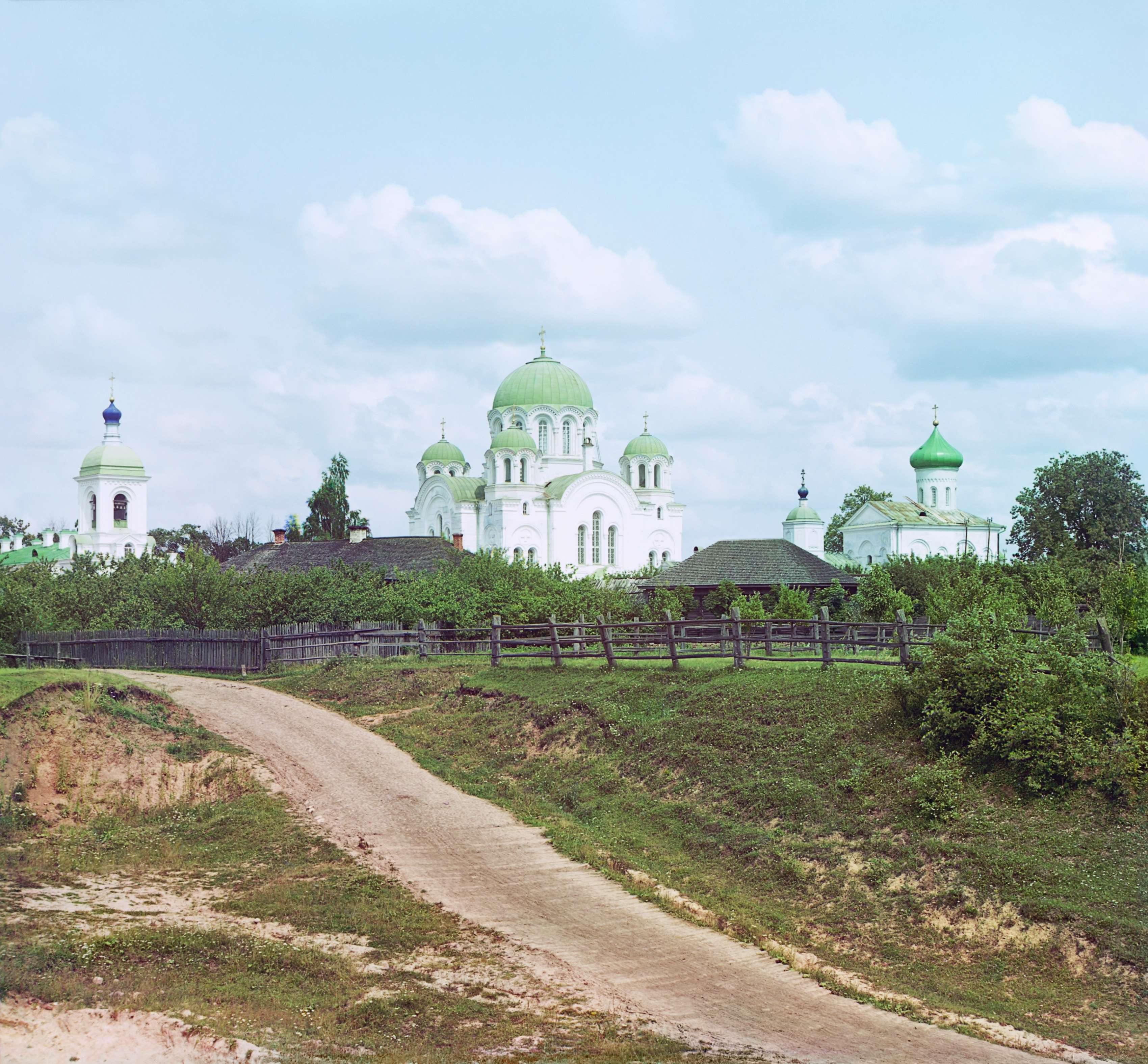
Спаський монастир

### Сучасний період
З 1991 місто Полоцьк розташоване в складі Республіки Білорусь.
У вересні 2002 року в Полоцьку проводились «Дожинки».
З 25 травня по 5 червня 2012 року в місті проходили святкові заходи, присвячені 1150-річчю першої згадки Полоцька в письмових джерелах.
14 січня 2013 указом Президента Республіки Білорусь за номером 27 «Про об'єднання районів та міст обласного підпорядкування Республіки Білорусь, що мають загальний адміністративний центр» Полоцьк був позбавлений статусу міста обласного підпорядкування.
|  |  |  |

## Пам'ятники міста

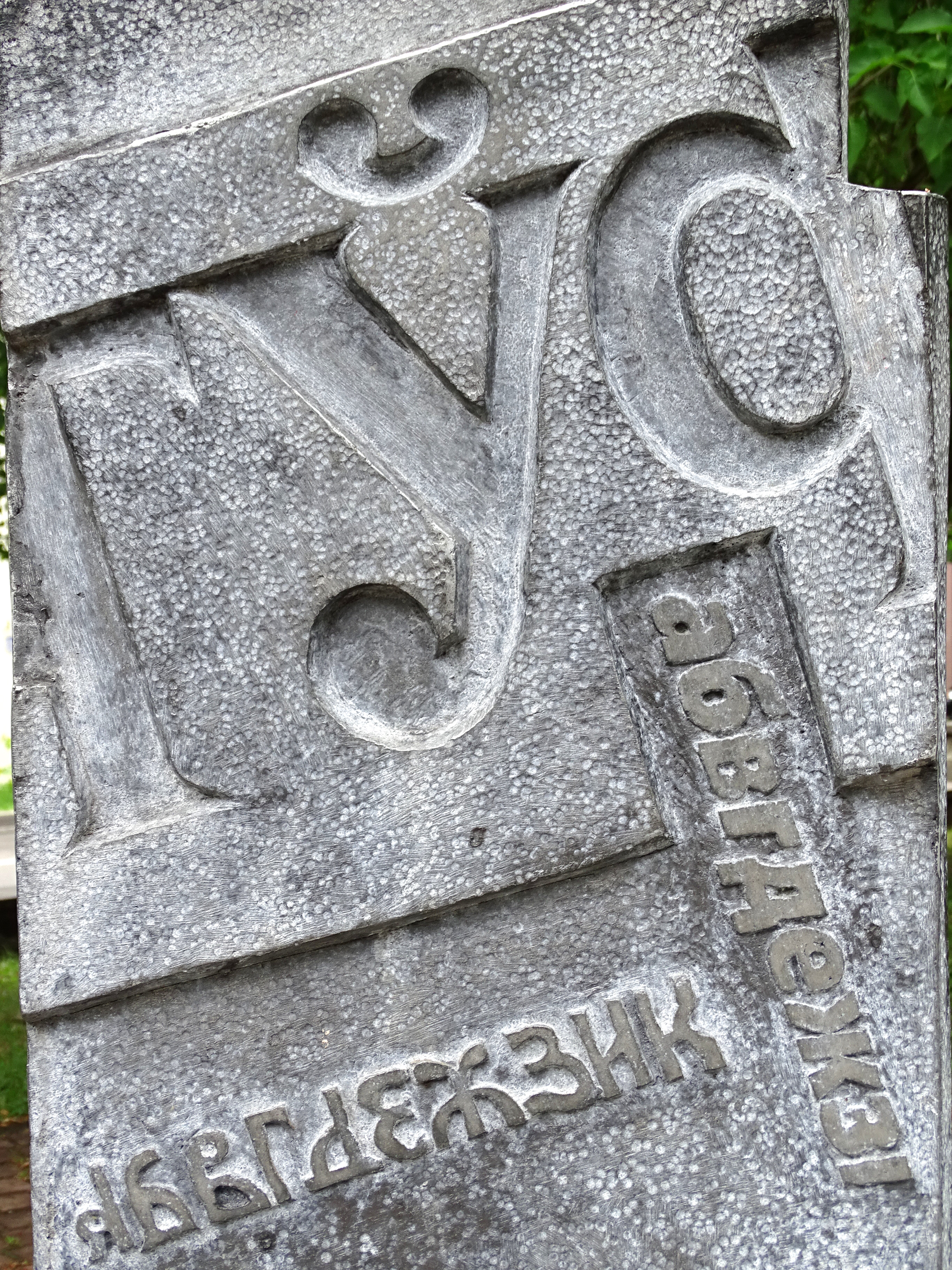
Пам'ятник літері Ў (фрагмент)

## Освіта
Полоцьк є одним з найдавніших культурних центрів Східної Європи, тут був заснований перший в Білорусі університет — Полоцька єзуїтська Академія.

### Бібліотеки
- Музей-бібліотека Сімеона Полоцького
- Центральна міська бібліотека імені Маяковського
- Полоцька районна центральна бібліотека

## Туристичні об'єкти
- Софійський собор;
- Спасо-Єфросиніївський монастир;
- Полоцький краєзнавчий музей

## Міста-партнери
Мало партнерські зв'язки з українським містом:
- Кам'янець-Подільський — після 2022 року ці партнерські зв'язки розірвані.

## Відомі люди
- Тарич Юрій Вікторович (1885—1967) — російський кінорежисер, сценарист
- Андрусів Костянтин Миколайович (1888-?)— підполковник Армії УНР
- Станкевич Галина Леонардівна (23 лютого 1918 — 2002) — український економіко-географ, кандидат географічн. наук, доцент Київського національного університету імені Тараса Шевченка
- Куконенко Микита Борисович — білоруський військовий льотчик, Герой Білорусі (2021).
- Кулаковська Тамара Нікандрівна (1919—1986) — білоруський вчений у галузі агрохімії та ґрунтознавства
- Андрій Боболя — польський шляхтич гербу Леліва, римо-католицький діяч, святий Римо-католицької церкви, священомученик, чернець ордену єзуїтів. Представниками Польської православної церкви вважається символом переслідувань тих православних, які після Берестейської унії відмовилися переходити в лоно Католицької церкви.
- Полоцькі мученики — четверо ієромонахів-василіян, убитих московським царем Петром І і його прибічниками в соборі святої Софії Полоцької 11 липня 1705 року
- Абкін Абрам Давидович (1903—1983) — російський фізикохімік
- Кочанова Наталія Іванівна — голова Ради Республіки Національних зборів Республіки Білорусь

### Полоцькі воєводи
- Станіслав Денгофф — перший чоловік Марії Зофії з Сенявських (зять великого гетьмана коронного Адама Миколая Сенявського, помер 1728 р.)[6]